# Séméacq-Blachon
Séméacq-Blachon település Franciaországban, Pyrénées-Atlantiques megyében. Lakosainak száma 156 fő (2022. január 1.). Séméacq-Blachon Arricau-Bordes, Aurions-Idernes, Castillon (Lembeye kanton), Corbère-Abères, Crouseilles, Lasserre, Moncaup és Monpezat községekkel határos.

## Népesség
A település népessége az elmúlt években az alábbi módon változott:
| Lakosok száma | 171  | 171  | 178  | 167  | 163  | 160  | 159  | 159  | 156  |
|               | 2013 | 2015 | 2016 | 2017 | 2018 | 2019 | 2020 | 2021 | 2022 |